# Streck Transport

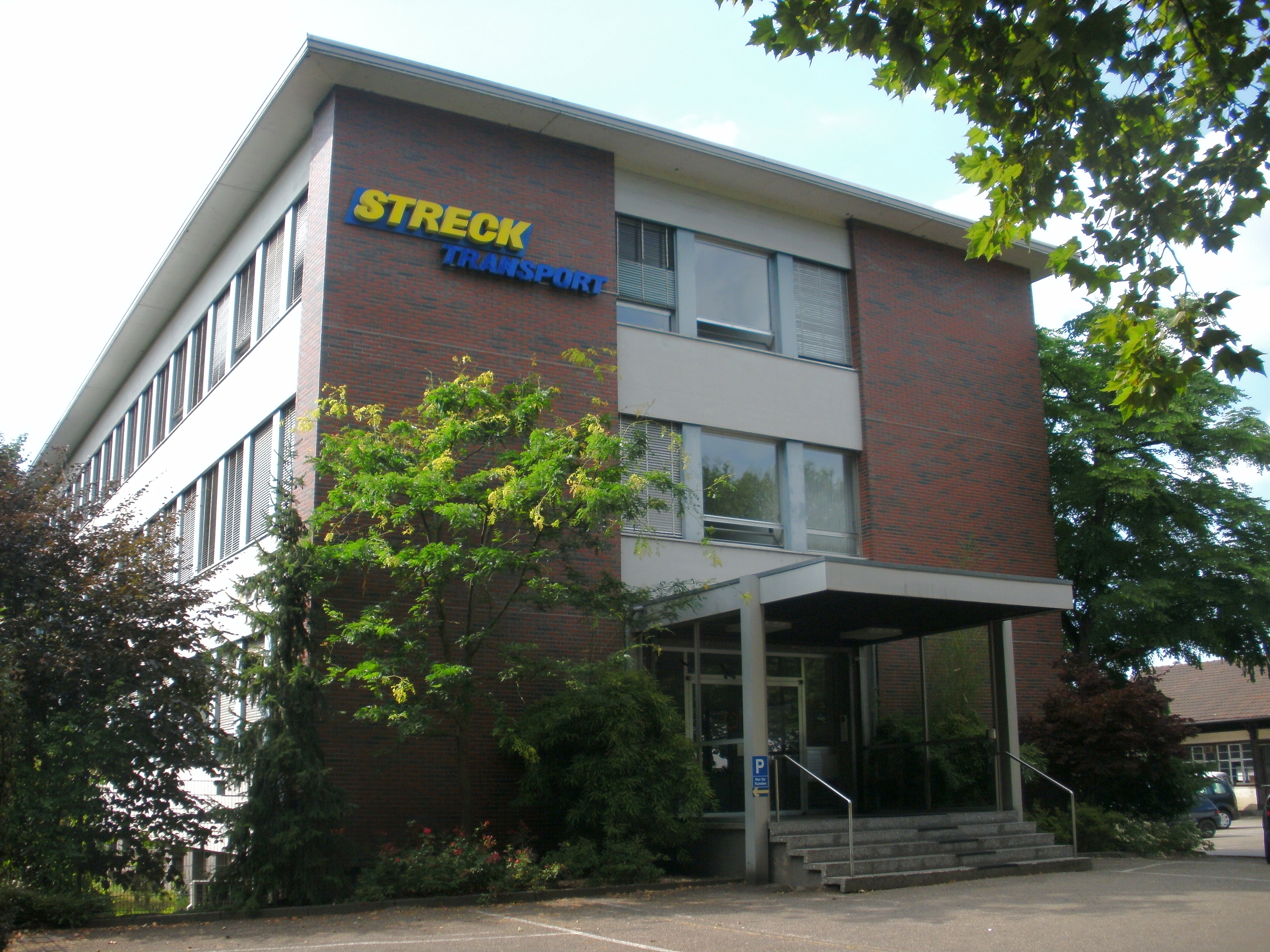
Der Firmensitz von Streck in Lörrach

Die Streck Transportgesellschaft mbH ist ein deutsches Speditions- und Logistikunternehmen mit Hauptsitz in Lörrach, Baden-Württemberg. Das Unternehmen hat mit Stand 2023 elf Standorte in Deutschland und sieben in der Schweiz.
Mit Stand 2023 hat die Streck-Unternehmensgruppe rund 1150 Mitarbeiter, davon etwa 750 in Deutschland und 400 in der Schweiz, und bietet an ihren Standorten 85.000 Quadratmeter Lagerkapazität und betreibt 460 Fern- und Flächenfahrzeuge. Die Zahl der durch Streck transportierten Sendungen lag 2023 bei rund 1,61 Millionen.

## Geschichte
Das Unternehmen wurde am 1. August 1946 von Karl Streck († 1998) als Spedition gegründet, der Handelsregistereintrag erfolgte am 18. Oktober 1948. Es war 1976 eines der Gründungsunternehmen von DPD Deutschland, des damaligen Deutschen Paketdienstes.
Nachdem 1958 das Geschäft mit dem Import und der Distribution von Blumen aufgenommen worden war, entstand 1962 die Filiale in Freiburg im Breisgau. 1963 erfolgte mit der Gründung des Standorts Basel der Schritt in die Schweiz, 1977 wurde die heutige Schweiz-Zentrale in Möhlin im Kanton Aargau bezogen. 1986 war Streck Transport Gründungsmitglied der SystemGut GmbH (heute System Alliance), einem Netzwerk von mittelständischen deutschen Logistikdienstleistern.
1993 wurde das Unternehmen erstmals nach der Qualitätsmanagementnorm DIN ISO 9002 zertifiziert. 1998 starb der Firmengründer Karl Streck, bereits 1996 wurde Herbert Boll zu seinem Nachfolger als Leiter der Firmengruppe ernannt. Unter seiner Leitung expandierte die Firma stetig, so wurde 1999 beispielsweise das Hochregallager im Gewerbegebiet Hochdorf am Standort Freiburg erweitert; zudem wurde das Luftfrachtgeschäft (u. a. mit er Eröffnung von Filialen an den Flughäfen Frankfurt, München, Hamburg, Zürich, Stuttgart) ausgebaut. 2003 erfolgte die Eröffnung eines Hochregallagers am Schweizer Standort Möhlin, 2010 die Inbetriebnahme einer Fracht-Röntgenanlage in Freiburg, wo 2012 auch eine hochmoderne Logistikanlage in Betrieb genommen wurde.
Nachdem 2015 das Logistikzentrum Möhlin in neu gebaute Räumlichkeiten gezogen war, übergab Herbert Boll 2017 den Vorsitz der Geschäftsführung an Bernd Schäfer.
Streck Transport hat zum 1. Juni 2023 den Geschäftsbereich Sammelgut der Spedition Fecht in Meßkirch übernommen und dadurch seine Marktpräsenz im südlichen Baden-Württemberg weiter ausgeweitet.
Mit Stand 2023 ist Streck Transport mit jährlich rund 1,61 Mio. Sendungen und einem Fuhrpark von rund 460 Fernverkehrs- und Flächenfahrzeugen Marktführer für Transport- und Logistikleistungen im Dreiländereck Deutschland–Frankreich–Schweiz, jedoch dabei nicht nur regional tätig, sondern über Kooperationen weltweit vernetzt. Das Unternehmen, das 2023 einen Gruppenumsatz von 325 Mio. Euro verzeichnete, bietet dabei u. a. auch Zusatzdienste wie die Zollabwicklung, den Gefahrguttransport, Logistikberatung oder Supply Chain Management.